# Susana Duijm
 (janvier 2020).
Si vous disposez d'ouvrages ou d'articles de référence ou si vous connaissez des sites web de qualité traitant du thème abordé ici, merci de compléter l'article en donnant les références utiles à sa vérifiabilité et en les liant à la section « Notes et références ».
Susana Dujim, de son vrai nom Carmen Susana Duijm Zubillaga, née le 11 août 1936 à Aragua de Barcelona au Venezuela et morte le 11 juin 2016 à Porlamar dans le même pays, est une actrice et ancienne reine de beauté vénézuélienne.

## Biographie
Elle est la première Vénézuélienne à être Miss Monde.